# 比利 (滨海塞纳省)
比利（法語：Bully，法語發音：[byli] ⓘ）是法国滨海塞纳省的一个市镇，属于迪耶普区。

## 地理
比利（49°43'37"N, 1°22'13"E）面积19.64 平方千米，位于法国诺曼底大区滨海塞纳省，该省份为法国北部沿海省份，其西部及北部濒大西洋英吉利海峡，东起顺时针与索姆省、瓦兹省、厄尔省和卡爾瓦多斯省接壤。
与比利接壤的市镇（或旧市镇、城区）包括：弗雷勒、莫孔布勒、波姆雷瓦勒、基耶夫勒库尔、圣马丹洛尔捷、圣桑斯、旺特圣雷米。

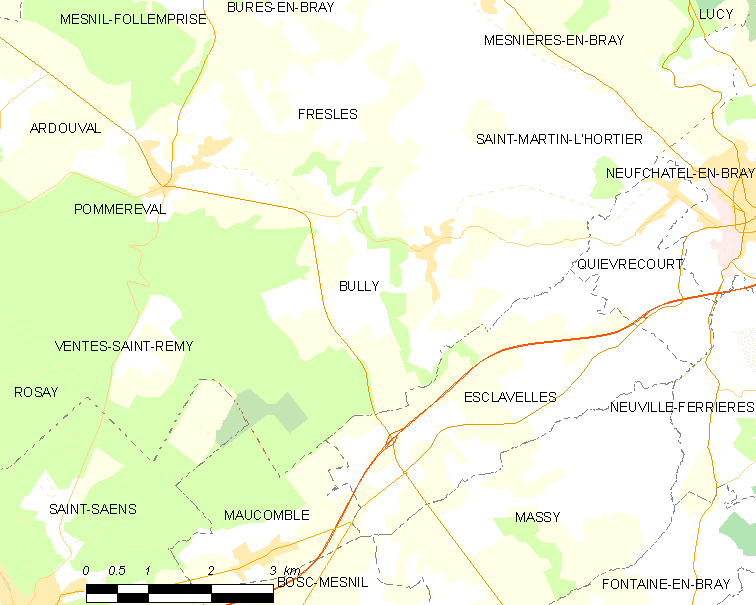
的OSM定位图

比利的时区为UTC+01:00、UTC+02:00（夏令时）。

## 行政
比利的邮政编码为76270，INSEE市镇编码为76147。

## 政治
比利所属的省级选区为布赖地区讷沙泰勒县。

## 人口

1962-2008年间人口变化图示

比利于2022年1月1日时的人口数量为868人。